# پرواز آنتونوف-۱۲ آویس آمور روسیه (۲۰۱۱)
پرواز آنتونوف-۱۲ آویس آمور روسیه در تاریخ ۹ اوت ۲۰۱۱ که از فرودگاه فرودگاه سوکول آغاز و قرار بود به فرودگاه کپرویم پایان پذیرد، با سانحه هوایی رو به رو شد که منجر به سقوط هواپیما در شرق روسیه گردید. در این سانحه ۱۱ نفر کشته شدند. 